# Arteni
Arteni (armeniska: Արտենի) är en ort i Armenien. Den ligger i provinsen Aragatsotn, i den västra delen av landet, 60 kilometer väster om huvudstaden Jerevan. Arteni ligger 1 212 meter över havet och antalet invånare är 3 086.
Terrängen runt Arteni är kuperad åt nordost, men åt sydväst är den platt. Närmaste större samhälle är Talin, 13,4 kilometer nordost om Arteni.
Trakten runt Arteni består i huvudsak av gräsmarker. Runt Arteni är det ganska tätbefolkat, med 248 invånare per kvadratkilometer.